# 昂格利耶 (维埃纳省)
昂格利耶（法語：Angliers，法語發音：[ɑ̃ɡlije]）是法国新阿基坦大区维埃纳省的一个市镇，位于该省北部，属于沙泰勒罗区。

## 地理
昂格利耶（46°56'46"N, 0°7'1"E）面积23.31 平方千米，位于法国新阿基坦大区维埃纳省，该省份为法国中西部省份，北起曼恩-卢瓦尔省和安德尔-卢瓦尔省，西接德塞夫勒省，南至夏朗德省，东南接上维埃纳省，东临安德尔省。
与昂格利耶接壤的市镇（或旧市镇、城区）包括：欧奈、沙莱、拉绍塞、拉罗什里戈、盖讷、马尔泰泽、穆泰尔勒西利。

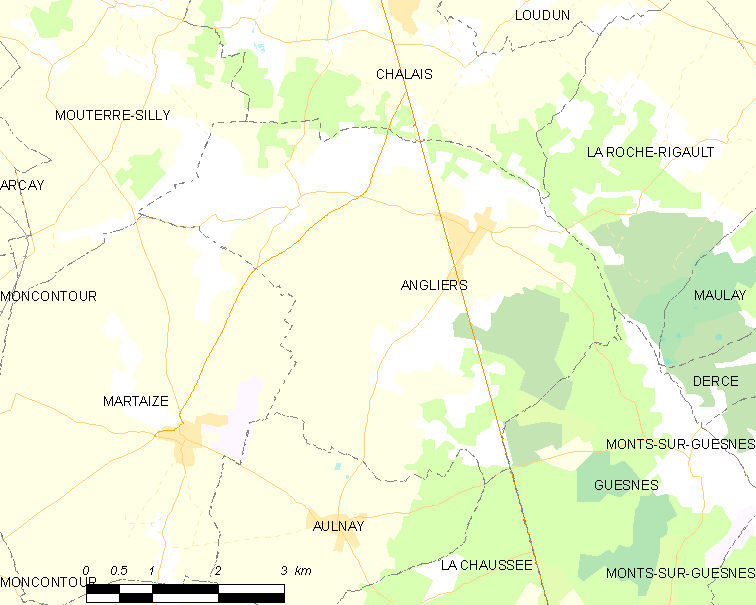
的OSM定位图

昂格利耶的时区为UTC+01:00、UTC+02:00（夏令时）。

## 行政
昂格利耶的邮政编码为86330，INSEE市镇编码为86005。

## 政治
昂格利耶所属的省级选区为卢丹县。

## 人口

1962-2008年间人口变化图示

昂格利耶于2022年1月1日时的人口数量为607人。